# 史可法

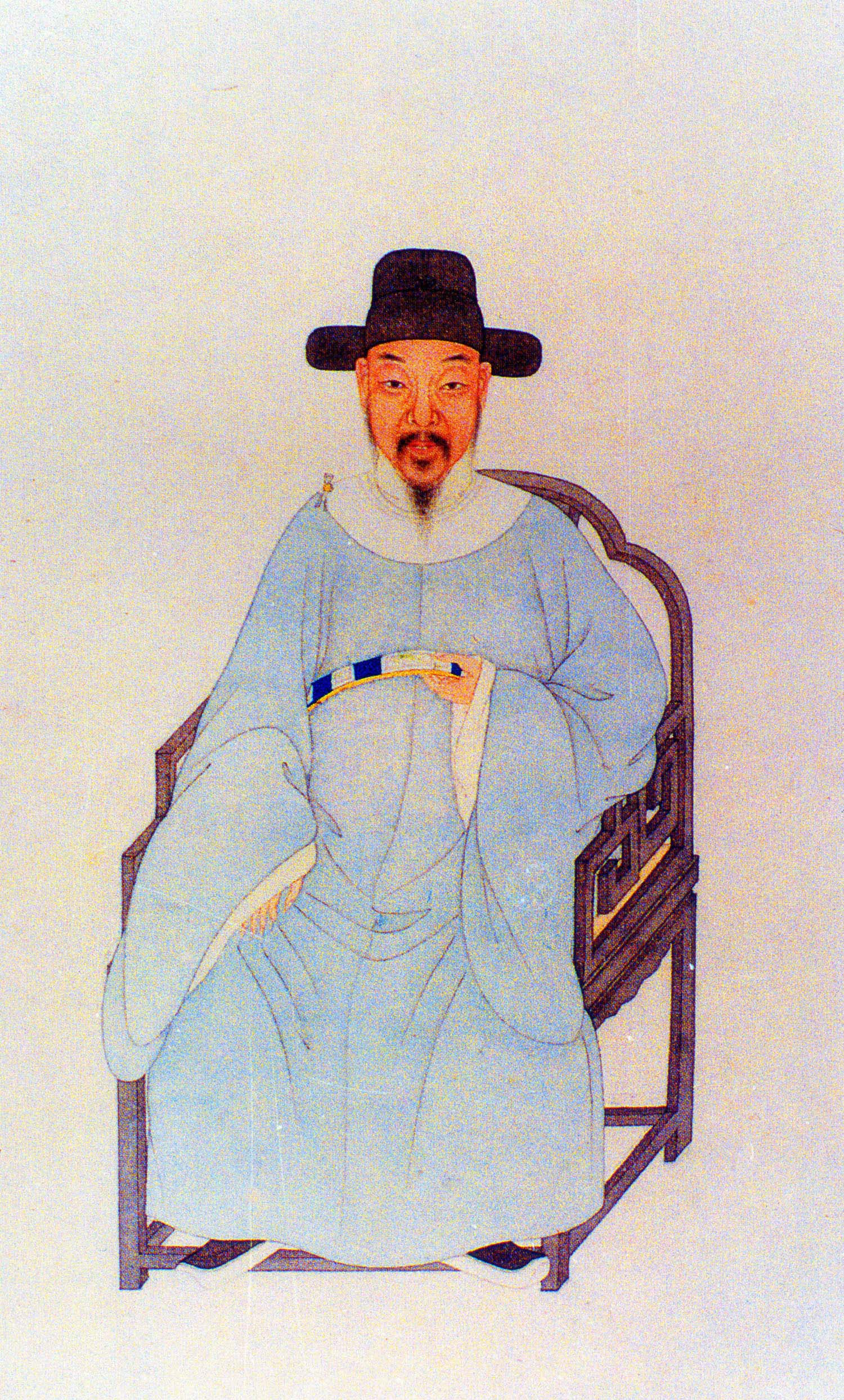
史可法

史 可法（し かほう、万暦30年11月4日（1602年12月16日） - 弘光元年4月25日（1645年5月20日））は、明末の政治家・軍事家。字は憲之、号は道鄰。開封府祥符県の出身で大興県（現在の北京市）に籍を置いた。後漢初の溧陽侯史崇の49世の孫にあたる。

## 生涯
1628年（崇禎元年）に進士に及第。その後、西安府推官、戸部主事、戸部員外郎、戸部郎中などを歴任した。1635年（崇禎8年）8月、盧象昇に従い各地の農民反乱を鎮圧。1637年（崇禎10年）には右僉都御史に抜擢、安慶・廬州・太平・池州及び河南江西湖広の府県を巡撫している。1643年（崇禎16年）7月には辞任した南京兵部尚書の熊明遇に代わってその職に就き、朝政の中枢に参与するようになった。
1644年（崇禎17年）、李自成により北京が陥落すると、北伐を考えていた史可法は南京に軍を引き返した。崇禎帝の死を受けて、戸部尚書高弘図とともに潞王朱常淓を擁立しようとしたが、鳳陽総督馬士英などの反対を受けて断念。同年5月にやむなく福王朱由楼（弘光帝）を擁立することになった（南明政権の樹立）。そして馬士英の推挙で兵部尚書兼武英殿大学士となり、「督師輔臣之印」をもって出鎮し、史閣部と称した。馬士英は自らの出鎮を望まず、史可法を朝廷から出すよう仕向けたものといわれており、その経緯は応廷吉『青燐屑』上巻に書かれている。
1645年（南明で弘光元年、清朝で順治2年）に清軍が入関すると、その勢いのまま江南に押し寄せた。清軍は揚州城（江蘇省揚州市）に迫り、数回にわたり降伏を勧告したが、史可法はこれを拒否した。入城した清軍に捕えられ『清世祖実録』によると軍前で斬られたという。享年44歳。
揚州攻撃に甚大な被害を出したドルゴンは、城内の虐殺を命令し、10日間にわたり80万人が虐殺される揚州大虐殺と称される事件が引き起こされた。
史可法に対しては、南明の隆武帝から忠靖、清の乾隆帝からは忠正とおくり名された。